# Myxococcus xanthus
Myxococcus xanthus ist ein obligat aerobes Deltaproteobakterium. Die stäbchenförmigen Zellen bilden gelbe bis gelbbraune Kolonien (xanthus „gelb“) und sind gleitend beweglich. Das Genom des Bakteriums wurde vollständig sequenziert, es besitzt einen hohen GC-Gehalt von durchschnittlich 69 %.
M. xanthus ist ein Modellorganismus. Als Vertreter der Myxobakterien verfügt er mit 9,2 Millionen Basenpaaren und 7.500 Genen über eines der größten bisher bekannten bakteriellen Genome; es ist etwa doppelt so groß wie das des Darmbakteriums Escherichia coli und sogar größer als das einiger Pilze. So wie die meisten Myxobakterien besitzt auch M. xanthus die Fähigkeit zu kooperativem Verhalten und einen komplexen Entwicklungszyklus, der bei Verschlechterung der Umgebungsbedingungen eingeschlagen wird.

## Vegetative Lebensweise
Die Zellen leben im Boden, auf sich zersetzenden organischen Stoffen oder Dung. Allerdings ernähren sie sich weniger saprotroph, also von abgestorbener organischer Materie, sondern sie leben hauptsächlich von anderen Mikroorganismen, die sie als Schwarm überwältigen: Durch toxische Verbindungen und nach außen abgegebene Enzyme werden andere Zellen abgetötet und zersetzt. Entsprechend ist M. xanthus kaum in der Lage, Kohlenhydrate, wie verschiedene Zucker als Energie- und Kohlenstoffquelle zu verwerten, sondern lebt als „Fleischfresser“ fast ausschließlich von Proteinen und Peptiden. Die Bakterien bewegen sich überwiegend gleitend – eine Fähigkeit, die man auch von anderen Bakterien kennt, deren Mechanismus aber noch nicht hinreichend aufgeklärt ist.

## Entwicklung

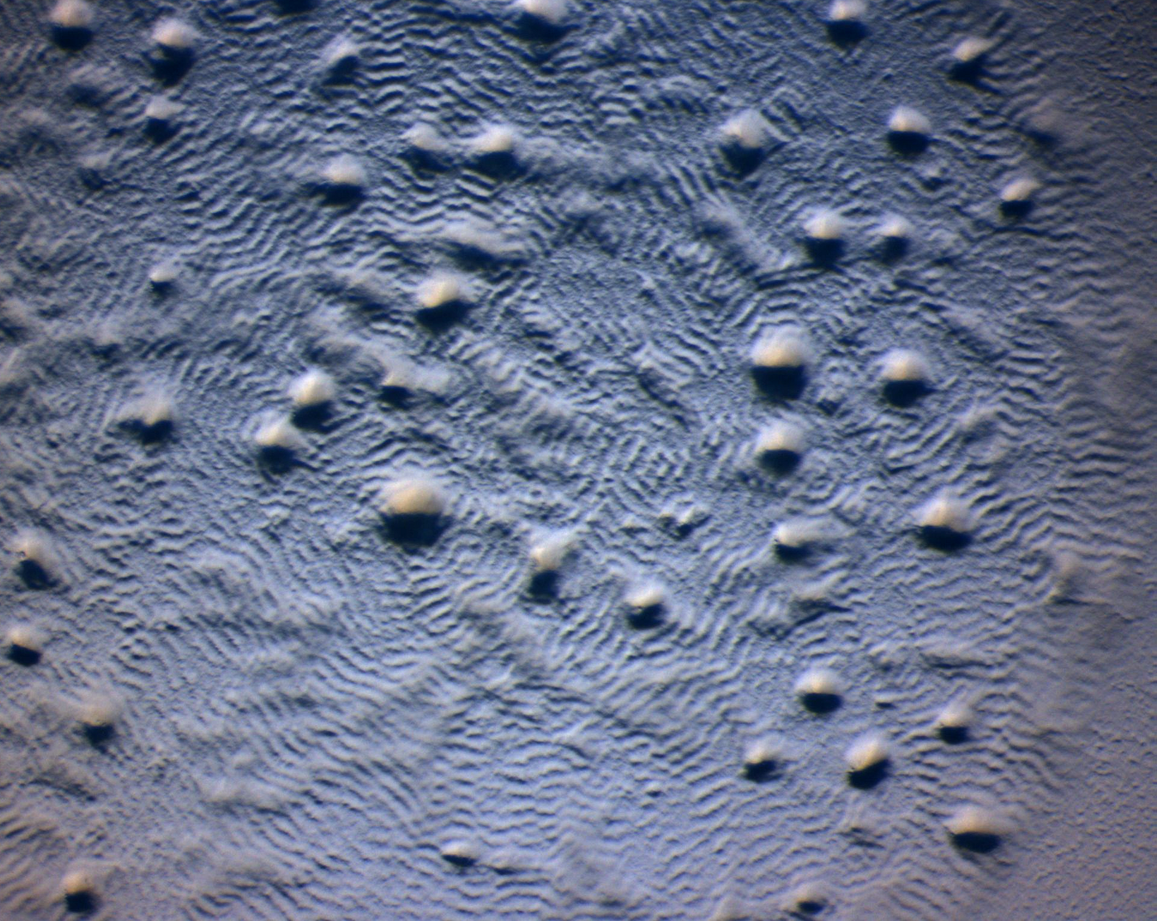
"Rippling": Fruchtkörper bildende M. xanthus-Kolonie bildet wellenförmige Strukturen.

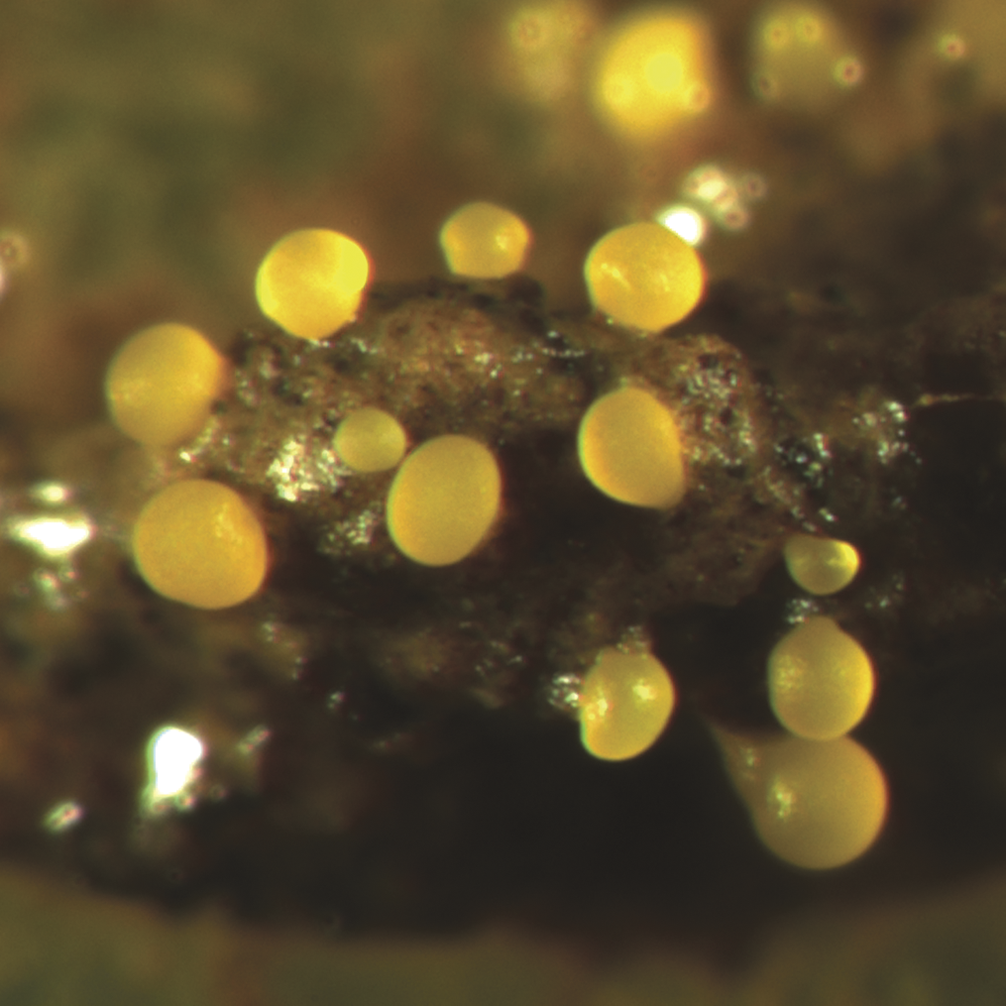
Fruchtkörperbildung auf natürlichem Substrat.
Jeder der gelben Fruchtkörper enthält durchschnittlich etwa 100.000 Sporen.

Erschöpft sich die Nahrungsgrundlage, beginnen die Zellen einen komplizierten Entwicklungsvorgang. Hierbei synchronisieren die Bakterien zunächst die Art ihrer Bewegung und deren Richtung. Außerdem bewegen sich die Bakterien in diesem Stadium nicht mehr gleitend, sondern hauptsächlich mit Hilfe ihrer Pili, die die Zellen untereinander verbinden. So entstehen lange Ketten aus hunderten oder tausenden Zellen. Hier kann man einen Prozess beobachten, der als rippling bezeichnet wird: Die Myxococcus-Kolonie wird dabei von Wellen aus aggregierenden und auseinanderdriftenden Zellen durchlaufen.
Die Bakterien senden biochemische Signale aus, die der Koordination und Synchronisation des Entwicklungsprozesses dienen. Mehr und mehr Ketten vereinigen sich und bilden schließlich Aggregate aus hunderttausenden Zellen. Solche Aggregate können sich anfangs wieder auflösen oder auch miteinander verschmelzen. Schließlich differenzieren sich die Zellen im Inneren dieser Aggregate zu Sporen mit dicken Zellwänden, die als inaktive Ruhestadien gegen Austrocknung, UV-Strahlung und andere schädliche Umwelteinflüsse resistent sind. Durch geringen Stoffwechsel können sie lange Hungerperioden überstehen und über mehrere Jahre keimfähig bleiben. Die dreidimensionalen Strukturen, die die Sporen enthalten, bezeichnet man als Fruchtkörper. Während M. xanthus relativ einfach strukturierte, halbkugelige Fruchtkörper bildet, vermögen verwandte Gattungen wie Stigmatella oder Corallococcus komplexer gebaute, gestielte, verzweigte und oft auffallend pigmentierte Strukturen aufzubauen, die gut mit bloßem Auge sichtbar sind. Der gesamte Entwicklungsprozess (Stigmergie) dauert unter idealen Umständen mehrere Tage.
Man schätzt, dass nur 5 bis 10 Prozent aller Zellen, die an einem Entwicklungsprozess teilnehmen, diesen als Spore beenden können. Die übrigen sterben ab oder lysieren, sie lösen sich also auf. Möglicherweise dienen sie den übrigen Zellen als Nahrung und ermöglichen diesen damit, die Entwicklung zu beenden.

## Evolution kooperativen Verhaltens
Es ist nicht ganz sicher, welchen Vorteil Myxobakterien aus diesem komplizierten Prozess ziehen. Andere Bakterien, zum Beispiel die der Gattung Bacillus, sporulieren als Einzelzelle, ohne sich zuvor zu Fruchtkörpern zu vereinigen. Man vermutet, dass die soziale Lebensweise der Myxobakterien ein Grund für die gemeinsame Sporenbildung ist: Gelangt ein Fruchtkörper, der tausende Sporen enthält, in ein Habitat mit günstigen Umgebungsbedingungen, so entsteht an Ort und Stelle ein neuer Schwarm. Dieser ist sofort in der Lage, Enzyme und toxische Substanzen in hoher Konzentration zu produzieren und die Jagdstrategie der Myxobakterien wieder aufzunehmen. Einzelzellen würden für die Schwarmbildung wesentlich länger benötigen, außerdem würden die abgegebenen Verbindungen in die Umgebung diffundieren und ihre Wirkung verlieren.

## Motilität
Myxobakterien bewegen sich normalerweise gleitend. Diese Form der Fortbewegung wird als A-Motilität bezeichnet. „A“ steht für adventurous, was so viel wie „abenteuer-“ oder „unternehmungslustig“ bedeutet. Während ihrer vegetativen Phase sind sie damit in der Lage, sich aktiv über eine feste Oberfläche auf Lockstoffe zu oder von Repellentien fort zu bewegen. Dies geschieht im Wesentlichen nach den Prinzipien der Chemotaxis: In regelmäßigen Zeitabständen kehren die Zellen ihre Bewegungsrichtung um. Die Zeitabstände verändern sich jedoch, sobald sich die Bakterien in einem chemischen Gradienten befinden, also in einem Konzentrationsgefälle eines Stoffes, den sie wahrnehmen können. Über einen größeren Zeitraum betrachtet, bewegen sie sich damit länger in die Richtung, die für sie von Vorteil ist, als in die entgegengesetzte Richtung. Es wurde beobachtet, dass Myxococcus-Zellen bei ihrer gleitenden Bewegung eine Art "Schleimspur" aus Polysacchariden hinterlassen. Andere Zellen des Myxococcus-Schwarmes bewegen sich bevorzugt entlang solcher Schleimspuren, was das Gruppenverhalten begünstigt.
Bewegen sich die Zellen mit Hilfe ihrer Pili fort, spricht man von S-Motilität. „S“ steht dabei für sozial. Diese Form der Bewegung findet vor allem dann statt, wenn ein Schwarm sein Entwicklungsprogramm initiiert. Pili sind Proteinfäden, die wesentlich länger als eine Zelle selbst sein können. Sie dienen in erster Linie der Anheftung an ein Substrat, in diesem Falle aber der Anheftung an andere Myxococcus-Zellen. Dies garantiert, dass die Zellen engen Kontakt aufrechterhalten, biochemische Signale austauschen können und alle Zellen „wissen“, in welchem Stadium der Entwicklung sich der Schwarm befindet. Der Kontakt ist so eng, dass die verbundenen Zellen dabei höchstwahrscheinlich die sie umgebende äußere Membran fusionieren.
Myxobakterien stellen ein Modell für Entwicklungs- und Differenzierungsprozesse in der Domäne der Bakterien dar. In mehreren Forschungslabors weltweit wird an der Aufklärung der genetischen und biochemischen Mechanismen, die für den Entwicklungsprozess notwendig sind, gearbeitet. Außerdem erwartet man, im Genom der Bakterien die Gene für die Produktion zahlreicher bakterizider Substanzen zu finden und hofft, diese als antibiotische Medikamente einsetzen zu können. Interessant ist die Lebensweise der Myxobakterien auch, weil sie der einiger Schleimpilze ähnlich ist. Schleimpilze gehören zu den Eukaryoten und nicht zu den Bakterien. Ein interessantes Beispiel konvergenter Entwicklung.

## Isolation und Kultur

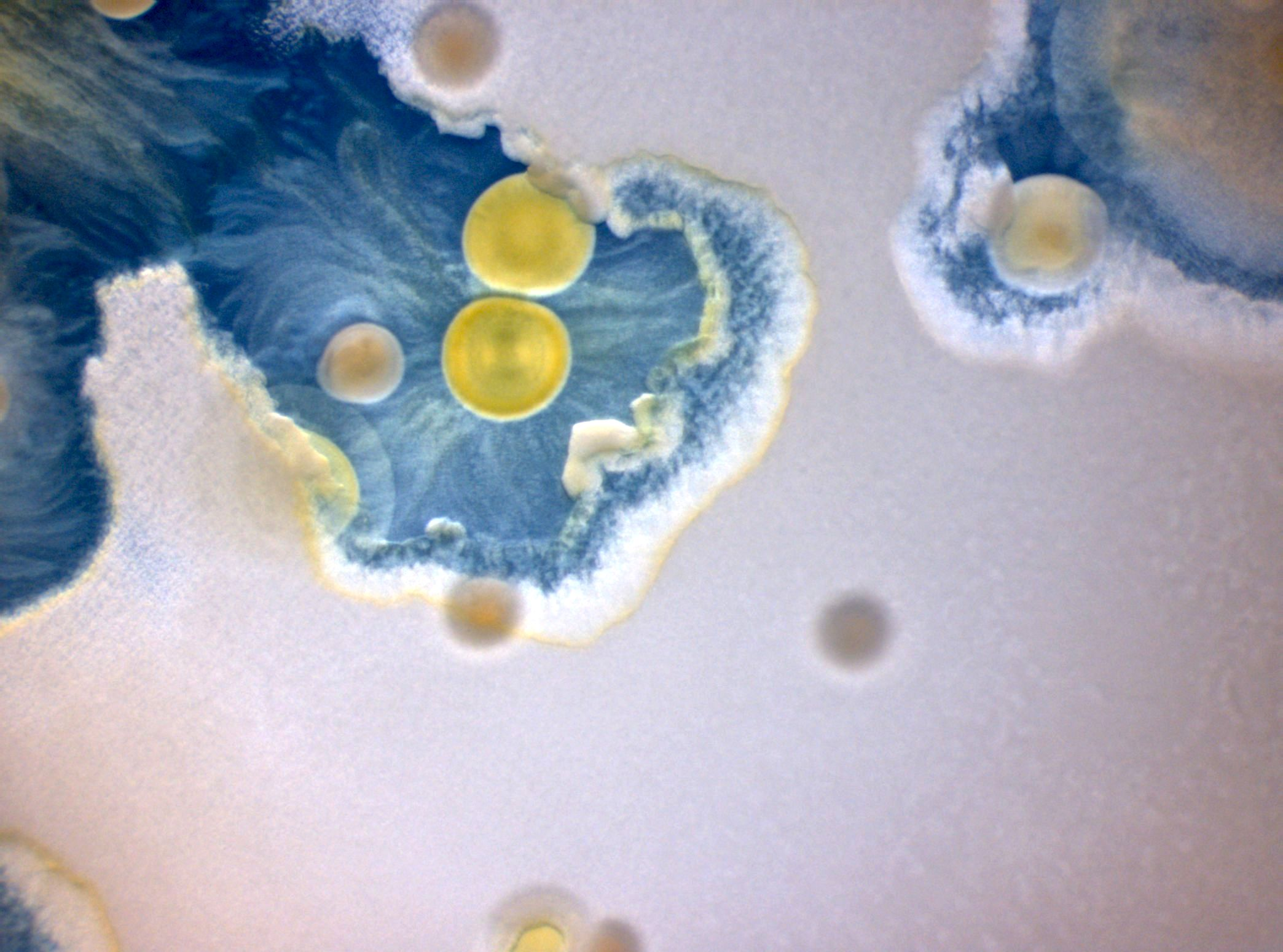
Agar-Platte, auf der sich ursprünglich ein geschlossener, weißer Bakterienrasen befand. Von den später im Agar gewachsenen gelben Myxococcus xanthus-Kolonien gehen Zellschwärme aus, die sich durch den ursprünglichen Bakterienrasen fressen. (Größe des Bildausschnittes: ca. 1 cm.)

Myxobakterien sind weit verbreitet und lassen sich relativ leicht isolieren. Man kann zum Beispiel kleine Bodenkrümel oder Kaninchendung auf eine Platte mit Wasseragar geben, der sonst keine Nährstoffe enthält, auf den man zuvor aber eine dichte Suspension einer Bakterienkultur (z. B. Escherichia coli) aufgetragen hat. Die Aktivität der Myxobakterien wird durch Auflösen des Bakterienrasens in der Umgebung der Bodenstückchen sichtbar. Nach mehreren Tagen entstehen die Fruchtkörper, mit deren Hilfe man die Myxobakterien isolieren und auch bestimmten Stämmen zuordnen kann.
Wenn ein bestimmtes Gen (TraAB) in M. xanthus überexprimiert, organisieren sich die einzelnen Organismen innerhalb von Stunden zu winzigen kreisförmigen Schwärmen. Bei einer Mixtur von Stämmen, die TraAB unterschiedlich exprimieren, entstehen so konzentrische Muster.
Eine Reinkultur gelingt meist nur in Nährmedien, die ausschließlich Casein oder Pepton und keine Kohlenhydrate enthalten.
Die Spezies Sorangium cellulosum einer verwandte Gattung bildet allerdings eine Ausnahme. Dieses Bakterium zersetzt Cellulose und kann auf kleinen Stückchen Filterpapier kultiviert werden.